# Ярость (роман, 1977)
«Я́рость» (англ. Rage) — роман Стивена Кинга, написанный под псевдонимом Ричард Бахман. Опубликован в 1977 году. В 1997 году Кинг изъял роман из печати из-за того, что после шести случаев захвата заложников в школах её же учениками, произошедших в период с 1988 по 1997 годы, у всех террористов находили роман «Ярость».

## Сюжет
Ученик обычной американской школы Чарли Декер приносит в школу заряженный револьвер и захватывает весь свой класс в заложники, застрелив перед этим двух учителей. Несколько часов он и его одноклассники проводят в классе, обсуждая друг с другом вопросы, обычно волнующие взрослеющих подростков — отношения с родителями и всем миром, девственность, наркотики, прошлое и будущее; и лишь один из учеников (Тед Джонс) воспринимал ситуацию так, как воспринимали её взрослые за пределами школы — захват заложников. Всё это время ученики поддерживали Чарли, а в конце они расквитались с Тедом — набросились на него, унизили и избили. Затем Чарли отпускает своих одноклассников, оставшись наедине с Тедом. Чарли отказывается выйти из класса добровольно, и когда вошёл полицейский, чтобы вывести его и Теда, Чарли спровоцировал его, и полицейский выпустил в Декера три пули, но мальчик остался жив. Оба юноши помещены в больницу — Тед впал в кататонический ступор, а Чарли содержится в психиатрическом отделении без права посещений.

## Персонажи
- Чарли Декер (Чарлз Эверетт Декер) — мальчик со странностями, главный герой; повествование ведётся от его лица. Некрасивый, бледный мальчик, развитый и умный, но глубоко несчастный (затяжной конфликт с отцом и всеми взрослыми).
- Теодор (Тед) Джонс — одноклассник Чарли. Единственный из класса, оказавшийся в оппозиции Декеру, убившему учительницу алгебры Джин Андервуд («Книжные мешки») и учителя истории Питера Вэнса. Типичный «хороший американский юноша». Любовник Сандры Кросс.
- Свин (Джон Дейно) — посмешище класса. Мальчик из бедной семьи, подавленный властной и глупой матерью. Своё прозвище получил из-за того, что постоянно ходил в грязной одежде (её некому было даже постирать).
- Ирма Бейтс — изгой класса. Некрасивая толстая девочка, от которой постоянно дурно пахнет.
- Грейс Станнер — красотка и девушка-без-комплексов. Многие считают её мать проституткой, но Грейс готова любому доказать, что это не так.
- Кэрол Грейнджер — примерная девочка-тихоня. По её словам, она девственница, и гордится этим.
- Сандра Кросс — тоже примерная девочка. Но это только внешнее впечатление — окружающая жизнь часто кажется ей эфемерной, а она хочет жить по-настоящему. Чтобы ощутить себя живой и настоящей, стала любовницей Теда Джонса.
- Томас (Том) Денвер — директор школы, где учится Чарли. Они с ним ведут психологическую войну и Чарли в итоге одерживает верх.
- Дональд (Дон) Грейс — школьный психолог. Ученики (в том числе Чарли) его терпеть не могут. Чарли также одерживает победу над ним в психологической войне.
- Фрэнк Филбрик — офицер полиции, страдающий лишним весом и одышкой. Вёл переговоры с Декером.

## Адаптации
Российский фильм «Школьный стрелок» был задуман, как экранизация по мотивам романа «Ярость», хотя изначально он был задуман под влиянием стрельбы в школе №263.